# Sergej Sokarev
Sergej Sokarev (...) è un ex fondista sovietico.

## Biografia
In Coppa del Mondo esordì il 24 gennaio 1982 a Brusson, ottenendo subito l'unico podio (3°). Non partecipò né a rassegne olimpiche né iridate.

## Palmarès

### Coppa del Mondo
- Miglior piazzamento in classifica generale: 37º nel 1982
- 1 podio (individuale[1]):
  - 1 terzo posto